# Mario Rubén Quiroga
Mario Rubén Quiroga (21 de junio de 1947, San Luis) es un exfutbolista que se desempeñó como arquero y director técnico deportivo argentino, que se desempeñó principalmente en el fútbol ecuatoriano. Es conocido en el mundo del fútbol ecuatoriano como El Chapulín Colorado, por su postura en el arco similar al personaje de televisión.

## Biografía
Nació el 21 de junio de 1947, es oriundo de Villa Mercedes, San Luis, Argentina.
Jugó como arquero en el club argentino Deportivo Español, en 1972.
En Ecuador recibió el apodo de El Chapulín Colorado, en relación con el personaje interpretado por Roberto Gómez Bolaños, llamado así por el comentarista ecuatoriano Carlos Efraín Machado debido a su atuendo rojo llamativo y su inclinación similar al personaje al momento de estar en el arco. Por ello, cuando el actor Roberto Gómez Bolaños visitó el Ecuador, lo juntaron con el arquero para una entrevista.
En 1976 jugó para el Deportivo Quito de Ecuador. El 7 de noviembre se convirtió en el primer arquero del torneo nacional ecuatoriano en anotar un gol, ante El Nacional en el Estadio Olímpico Atahualpa. Esto ocurrió debido a que en el primer tiempo Ricardo Girado falló un penal, por lo que Quiroga pidió ser él quien cobre un penal en caso de presentarse la oportunidad. Ya en el segundo tiempo, el árbitro argentino Óscar Veiró efectivamente pitó un penal cometido por una falta en el área del Nacional por Perdomo Véliz, por lo que Quiroga corrió por toda la cancha para cobrarlo, y anotó el gol tan rápido que no le dio tiempo al arquero Eduardo Méndez de atajarlo. Este gol le dio la victoria de 2-1 a su equipo, sin embargo no lograron conseguir los puntos suficientes durante el resto del torneo, bajando a la serie B, aunque Quiroga se mantuvo en la serie A por la contratación que tuvo con otros clubes.
Entre 1977 a 1978 formó parte de Liga Deportiva Universitaria de Quito. En 1979 jugó para el Manta Sport Club. Entre 1980 a 1981 jugó para le club deportivo de fútbol Universidad Católica.
También jugó para el Barcelona Sporting Club, con quien el 19 de mayo de 1982 enfrentó al Fútbol Club Barcelona de España en un amistoso en el Estadio Modelo, que terminó en 0-1 a favor de su oponente.
En 1983 dejó Ecuador, para centrarse en los estudios de director técnico. En 2006 regresó a Ecuador para ser el entrenador de la categoría juvenil del Nacional.
Actualmente es asistente del director técnico Jorge Célico y preparador de goleros de Universidad Católica.

## Clubes
| Club                         | País      | Año         |
| ---------------------------- | --------- | ----------- |
| Deportivo Español            | Argentina | 1972        |
| Deportivo Quito              | Ecuador   | 1976        |
| Liga Deportiva Universitaria | Ecuador   | 1977 - 1978 |
| Manta Sport Club             | Ecuador   | 1979        |
| Universidad Católica         | Ecuador   | 1980 - 1981 |
| Barcelona S.C.               | Ecuador   | 1981 - 1982 |